# 野口種晴
野口 種晴（のぐち たねはる、1933年5月15日 - 1997年5月12日）は、埼玉県児玉郡出身の元２輪・ロードレースライダー。ヤマハ初代のワークスライダーの一人であり、国内レースのほか世界GPにも出場。現役引退後は、ロードレースの競技監督や役員も兼務した。

## 現役時代
東京・小伝馬町にあった野村モータース（義兄の野村順亮が創業、経営）に勤務していた16歳の時にレース出場を始める。野村は、ホンダの本田宗一郎やヤマハの川上源一とも深い付き合いがあった。野村はヤマハワークスの発足にも深く関わっている。
1961年にはヤマハ・ワークスがロードレース世界選手権に参加し、ヤマハ・ロードレーサーに乗る形で5つのGPレースに出場した。

### 国内出場歴
1950年
- 第3回多摩川レース - 初の公式戦出場。

1953年
- 九州水害慈善レース（川口オートレース場） - 125ccクラス優勝。

1955年
- 第1回全日本オートバイ耐久ロードレース（11月5日 - 11月6日） - 250ccクラス。トップを取るも3周目でリタイア。

1957年
- 第2回全日本オートバイ耐久ロードレース（10月19日 - 10月20日） - 250ccクラス。スタート直前にエンジントラブルでリタイア。

1959年
※下記の2レースは併催。
- 第3回全日本オートバイ耐久ロードレース（8月22日 - 8月24日） - 350ccクラス優勝。
- 第2回全日本モーターサイクルクラブマンレース（8月22日 - 8月24日） - 350ccクラス優勝、250ccクラス3位入賞。

### ロードレース世界選手権（1961年）
フランスGP
- 250cc - RD48に乗車。10位（2周遅れ）。完走したがポイント圏外。
- 125cc - RA41に乗車。8位（周回遅れ）完走。

マン島TTレース
- 250cc
- 125cc - RA41に乗車。17位（完走）。

オランダGP
- 250cc - RD48に乗車。8位（2周遅れ）完走。
- 125cc

ベルギーGP
- 250cc
- 125cc

アルゼンチンGP
- 250cc
- 125cc

## 引退後
現役引退後は、神奈川県横浜市旭区で2輪ショップ「野口モータース」を経営。車両販売だけでなく、オリジナルパーツの製造・販売、ツーリングイベントなどでオートバイの魅力を伝える普及活動に取り組んだ。ヤマハ系のレーシングチーム「スポーツライダー」の会長兼監督としてチーム運営にも関わり、自店オリジナルのモトクロスマシン（ノグチ・スペシャル）の製造・販売もしていた。ヤマハワークスのチーム監督としても尽力、多くのライダーを育て、鈴木忠男や平忠彦を指導しヤマハのタイトル獲得に貢献。
野口はヤマハの総大将的存在であり「ヤマハの天皇」とも呼ばれた。

## エピソード
- 勤務していた野村モータースの支店[3]が神奈川県藤沢市藤沢本通にあり、一時期その店舗で勤務していた[4]。
- 現役当初のレース開催場所であった神奈川県三浦郡葉山町の葉山第一・葉山第二へ現役時代のみならず現役引退後にも度々出向いていた。この頃、Hiro T.A Sheeneとも深い付き合いになり後のオリジナルパーツ製造へと繋がっている。